# Cammán mac Amlaíb
Cammán mac Amlaíb est un viking Gall Gàidheal appartenant aux Uí Ímair dont les Chroniques d'Irlande relèvent la défaite en 960. Il a été identifié comme étant un fils de  Amlaíb mac Gofraid (c'est-à-dire : Olaf Gothfrithson, mort en 941), et peut-être le même personnage que le  Sitriuc Cam, vaincu lors d'un combat par Amlaíb Cuarán deux ans plus tard.

## Cammán
L'historienne Clare Downham identifie Cammán à un fils de Amlaíb mac Gofraid (mort en 941). Elle relève que Cammán est un nom gaëlique, et que Colmán Etchingham suggère que son nom est un diminutif du gaëlique  camm, qui signifie "courbé". Clare Dowham  avance également que Cammán, est la même personne que le Sitriuc Cam, qui est mentionné dans les annales vers la même époque.
En 960, Cammán mentionné dans les Annales d'Ulster comme ayant été défait à un endroit nommé Dub. Le nom de l'adversaire de Cammán dans ce combat n'est pas précisé, mais selon  Clare Downham, le nom du lieu Dub semble incomplet, car il y a de nombreux endroits qui portent ce nom en Irlande avec une racine gaëlique signifiant "sombre"). Plusieurs localisations ont été envisagées. Par exemple : Edmund Hogan l'identifie avec la Black River, dans le Rosclougher, Comté de Leitrim ; et Diarmuid Ó Murchadha  Blackwater dans le Munster.

## Sitriuc Cam
Sitriuc Cam est mentionné dans les Annales des quatre maitres pour avoir attaqué les Uí Cholgain par la mer, avoir été défait par Amlaíb Cuarán et les dublinois ainsi qu'un parti d'Hommes du Leinster et avoir échappé grâce à ses navires au massacre de ses gens,. Les Uí Cholgain occupaient un territoire situé autour de Lusk dans l'actuel comté de Dublin.

## Cammán/Sitriuc Cam  fils de Amlaíb
Downham identifie Cammán/Sitriuc Cam comme un des fils d'Amlaíb, qui razzie les cotes nord de l'Irlande en  962. les Annales des quatre maitres relèvent la présence de Lagmainn lors de ces incursions des fils d'Amlaíb. Il a été avancé que la présence de  Lagmainn démontre que les fils Amlaíb entretenaient des contacts avec le royaume des Îles. Les mêmes fils sont également responsables de raids dans le nord du Pays de Galles à cette époque où —Lyn et Holyhead sont attaqués en 961, et Anglesey est pillée en 962.